# إميلي روبنسون
إميلي روبنسون (بالإنجليزية: Emily Robinson)‏ هي ممثلة أمريكية، ولدت في 18 أكتوبر 1998 بنيويورك في الولايات المتحدة.

## أعمال

### أفلام
- (2016) ذات مرة في البندقية
- (2018) الصف الثامن

## وصلات خارجية
- إميلي روبنسون على موقع IMDb (الإنجليزية)
- إميلي روبنسون على موقع قاعدة بيانات برودواي على الإنترنت (الإنجليزية)
- إميلي روبنسون على موقع قاعدة بيانات الفيلم (الإنجليزية)